# Lord Howe Island
Lord Howe Island er en ø der ligger i Stillehavet 600 km øst for Australien. Øen har været med på Verdensarvslisten siden 1982 for sit sjældne dyre- og planteliv.
Areal: 14,6 km². 
Indbyggere: 350. Udover de faste beboere må der maksimalt være 400 turister på ethvert givent tidspunkt.
Omkring 20 km sydøst for øen ligger Ball's Pyramid.

## Eksterne kilder
Lord Howe Isle Arkiveret 20. september 2007 hos  Wayback Machine
31°33′S 159°05′Ø / 31.55°S 159.08°Ø